# 昆頓 (新澤西州)
昆頓（英語：Quinton）是位於美國新澤西州塞勒姆縣的普查規定居民點。

## 人口
根據2020年美國人口普查的數據，昆頓的面積為2.35平方千米，當中陸地面積為2.29平方千米，而水域面積為0.06平方千米。當地共有人口470人，而人口密度為每平方千米200人。